# Ruggero Rossi De Mio
Ruggero Rossi De Mio (Bolzano, 7 marzo 1976) è un ex hockeista su ghiaccio italiano.

## Carriera

### Club
Ha giocato per quasi tutta la sua carriera con l'Hockey Club Bolzano, con cui ha esordito in prima squadra nella stagione 1992-1993. Coi biancorossi ha vinto quattro scudetti (1994-1995, 1995-1996, 1996-1997 e 1999-2000), una Alpenliga (1993-1994) ed un Torneo Sei Nazioni (1994-1995).
Oltre che nella squadra della sua città ha giocato nella 2. Bundesliga (la seconda serie tedesca), nelle file delle Straubing Tigers nel 1997-1998, e nella Mestis (seconda serie finlandese) col TuTo Turku. Ha poi militato brevemente nel Val Venosta ed ha chiuso la carriera con l'HC Merano, entrambe squadre di Serie A2.

### Nazionale
Con la Nazionale azzurra ha esordito il 20 aprile 1999 contro la Slovenia, raccogliendo 17 presenze (tra cui quelle al mondiale 2002).

### Dirigente
Nel 2022 è divenuto presidente dell'HCB Foxes Academy.

## Palmarès

### Club
- Campionato italiano: 4

Bolzano: 1994-1995, 1995-1996, 1996-1997, 1999-2000
- Alpenliga: 1

Bolzano: 1993-1994
- Torneo Sei Nazioni: 1

Bolzano: 1994-1995